# معمودية فلورنسا
معمودية فلورنسا، التي تُعرف أيضًا باسم معمودية سانت جون، هي مبنى في فلورنسا، إيطاليا، يمتلك مكانة بازيليكا ثانوية بسيطة. تقع المعمودية مثمنة الشكل بين ميدان ديل دومو وميدان سان جيوفاني، مقابل كاتدرائية فلورنسا وبرج أجراس جيوتو.
يُعد مبنى المعمودية واحدًا من أقدم المباني في المدينة، شُيد بين عامي 1059 و1128 على الطراز الرومانسكي الفلورنسي. على الرغم من عدم انتشار الأسلوب الفلورنسي في كل أنحاء إيطاليا كغيره من الأساليب مثل الرومانسكي البيزي أو اللومباردي، إلا أن تأثيره كان حاسمًا في التطور الذي لحق بالعمارة بعدها، إذ شكل الأساس الذي استلهم منه فرانشيسكو تالنتي وليون باتيستا ألبيرتي وفيليبو برونليسكس وغيرهم من أسياد الهندسة المعمارية في وقتهم، ليخلقوا عمارة عصر النهضة. يمكن للمرء التحدث عن «النهضة الأولية» في حالة الطراز الفلورنسي الرومانسكي ولكن في الوقت نفسه، نجا قسم كبير من التقليد المعماري العتيق المتأخر في إيطاليا، كما في حالات مثل بازيليكا سان سالفاتوري، سبوليتو ومعبد كليتونو وكنيسة سانت ايساندرو في لوكا.
تشتهر المعمودية بمجموعاتها الثلاث من الأبواب البرونزية المهمة من الناحية الفنية والتي تتميز بمنحوتاتها البارزة. أنشأ أندريا بيزانو الأبواب الجنوبية، بينما أنشأ لورنزو غيبرتي الأبواب الشمالية والشرقية. أطلق ميكيلانجيلو على الأبواب الشرقية اسم بوابات الجنة.
عُمّد كل من الشاعر الإيطالي دانتي أليغييري والعديد من الشخصيات البارزة الأخرى التي عاشت في عصر النهضة في هذه المعمودية، بمن فيهم أفراد عائلة ميديشي.

## لمحة تاريخية

### التاريخ المبكر
ساد الاعتقاد لفترة طويلة أن المعمودية كانت في الأصل معبدًا رومانيًا مخصصًا لمارس، إله فلورنسا القديم. ذكر المؤرخ جيوفاني فيلاني هذه الأسطورة الفلورنسية التي تعود للعصور الوسطى في التسلسل الزمني الجديد لتاريخ فلورنسا في القرن الرابع عشر. مع ذلك، أظهرت الحفريات في القرن العشرين أنه كان يوجد في هذا المكان جدار روماني يعود للقرن الأول ويمتد عبر الساحة مع المعمودية التي ربما بُنيت على بقايا برج الحرس القائم في زاوية هذا الجدار، أو ربما على أنقاض مبنى روماني آخر. مع ذلك، فمن المؤكد أن بناء المعمودية المثمنة الأولى قد حصل في هذا المكان خلال أواخر القرن الرابع أو أوائل القرن الخامس. استُبدلت بمعمودية مسيحية أخرى في أوائل القرن السادس. يعود الفضل في بنائها ثيوديليندا، ملكة اللومبارد (570- 628) لختم تغيير زوجها الملك أوثاري.

### التصميم المثمن
كان الشكل المثمن شائعًا في المعمودية لعدة قرون منذ العصور المسيحية الأولى. إذ يرمز الرقم ثمانية للبعث في المسيحية، منها ستة أيام من الخلق ويوم للراحة ويوم لإعادة الخلق من خلال سر المعمودية. من الأمثلة المبكرة الأخرى، معمودية لاتيران (440) التي قدمت نموذجًا لغيرها في جميع أنحاء إيطاليا، وكنيسة القديسين سيرجيوس وباخوس (527- 536) في القسطنطينية وكنيسة سان فتالي في رافينا (548).
كانت المعمودية المبكرة الكنيسة الثانية في المدينة بعد كنيسة سان لورينزو، خارج سور المدينة الشمالي وتأتي بعدها كنيسة سانتا ريباراتا. سُجلت لأول مرة على هذا النحو في 4 مارس من عام 897، عندما جلس الكونت بالاتين ومبعوث الإمبراطور الروماني المقدس هناك لإقامة العدل. استُخدمت الأعمدة الغرانيتية التي ربما كانت مأخوذة من المنتدى الروماني الموجود في ساحة الجمهورية الحالية. كانت المعمودية في ذاك الوقت محاطة بمقبرة تحوي النواويس التي استخدمتها العائلات المهمة في فلورنسا كمقابر (الآن في متحف أبرا ديل دومو).

### البناء
بُنيت المعمودية الحالية الأكبر بكثير على الطراز الروماني، مما يدل على الأهمية الاقتصادية والسياسية لفلورنسا. أُعيد بناء المعمودية في 6 نوفمبر من عام 1059 من قبل البابا نيكولاس الثاني وهو فلورنسي. بحسب الأسطورة، جُلب الرخام من فيسولي التي غزتها فلورنسا في عام 1078، بينما جاء الرخام المتبقي من الهياكل القديمة. انتهت أعمال البناء في عام 1128.
أُضيف الفانوس المثمن إلى سقف الجناح نحو عام 1150. وجرى توسيعه مع شرفة مدخل مستطيلة الشكل في عام 1202، تقود الشرفة إلى المدخل الأصلي للمبنى الواقع في الغرب، والذي أصبح حنية بعد أن فتح لورينزو جيبرتي الباب الشرقي الذي يواجه الباب الغربي من الكاتدرائية في القرن الخامس عشر. توجد على الزوايا وتحت السطح، رؤوس أسود وحشية مع رأس بشري تحت مخالبها، وهي عبارة عن تمثيل مبكر للمارزوكو، أسد فلورنسا الشعاري.
أُضيفت ثلاثة أبواب مزدوجة من البرونز بين القرنين الرابع عشر والسادس عشر، تحمل تماثيل من البرونز والرخام. يعطي هذا إشارة إلى أن المعمودية كانت في ذلك الوقت مساوية للكاتدرائية المجاورة على الأقل من ناحية الأهمية.

## الجزء الخارجي

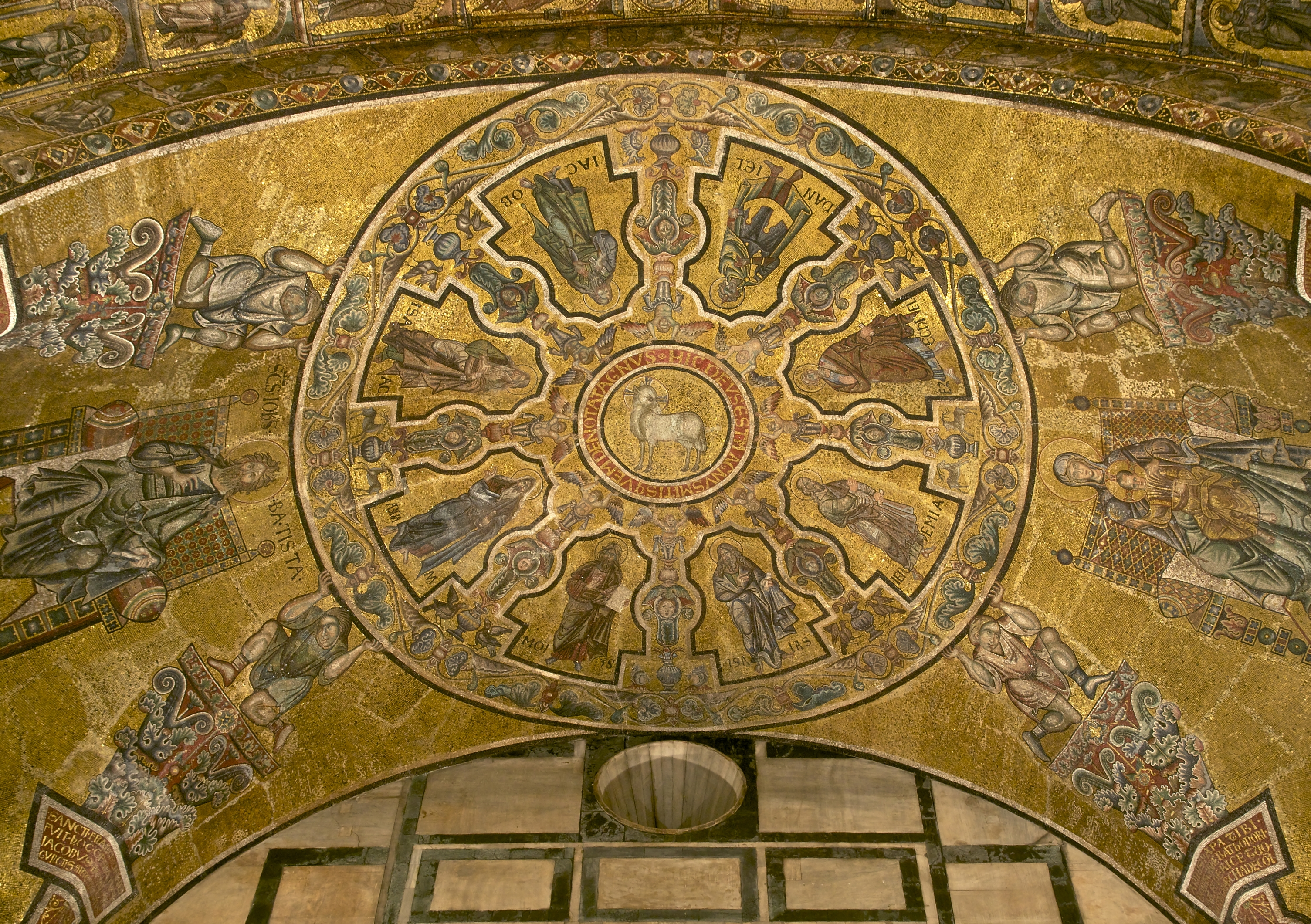
زخرفة فسيفساء قبو سكارسيلا

### التصميم
تمتلك المعمودية ثمانية جوانب متساوية مع إضافة مستطيلة الشكل على الجانب الغربي، شُيدت أصلًا من الحجر الرملي وغُطيت بالرخام الملون بشكل هندسي ورخام الكرارا الأبيض مع ترصيع رخامي من البراتو الأخضر. أُعيدت صياغته على الطراز الروماني بين عامي 1059 و1128. زينت الدعائم كل زاوية وهي أساسًا مبنية من الحجر الرمادي ومزينة بالرخام الأبيض والأخضر الداكن في نمط يشبح الحمار الوحشي من تصميم أرنولفو دي كامبيو في عام 1293. شكل تصميم هذه الكنيسة نموذجًا أوليًا أثر على العديد من المهندسين المعماريين مثل ليون باتيستا ألبيرتي، أثناء تصميمهم لكنائس النهضة في توسكانا.
زُين الجزء الخارجي أيضًا بعدد من التماثيل ذات الأهمية الفنية من تصميم أندريا سانسوفينو (فوق بوابات الجنة) وجيوفان فرانشيسكو روستيسي وفينشنزو دانتي (فوق الأبواب الجنوبية) وغيرها.
رُتبت أعمال التصميم على الجانبين في مجموعات من ثلاثة، بدءًا من ثلاثة أقسام أفقية متميزة. يتميز القسم الأوسط بثلاثة أقواس غير نافذة على كل جانب، يحوي كل قوس منها على نافذة. تمتلك هذه قوصرة مدببة نصف دائرية بديلة. يوجد أسفل كل نافذة تصميم لقوس منمق. يوجد ضمن الزخرفة الشريطية العليا ثلاثة نوافذ صغيرة، تشكل كل منها الكتلة المركزية لتصميم ثلاثي الألواح.
كانت هذه الحنية نصف دائرية في الأصل، لكنها أصبحت مستطيلة الشكل في عام 1202.

## معرض صور

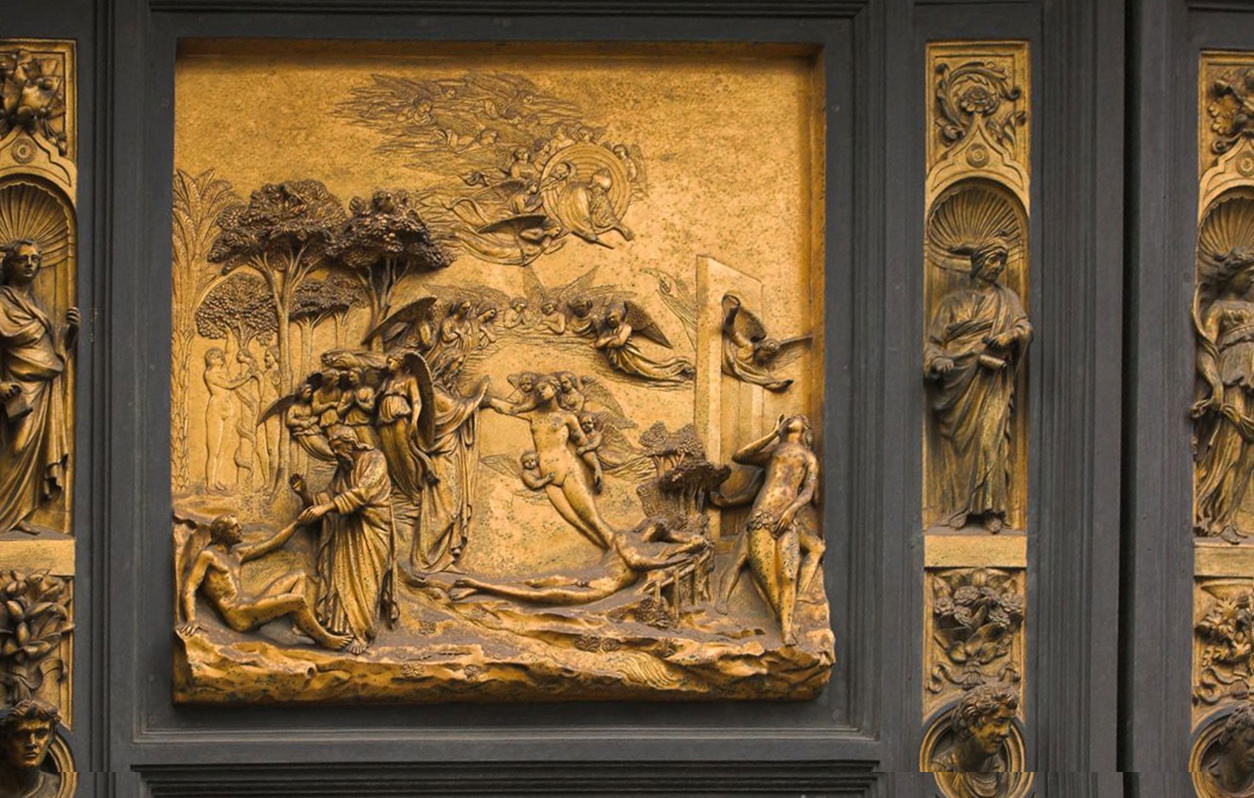
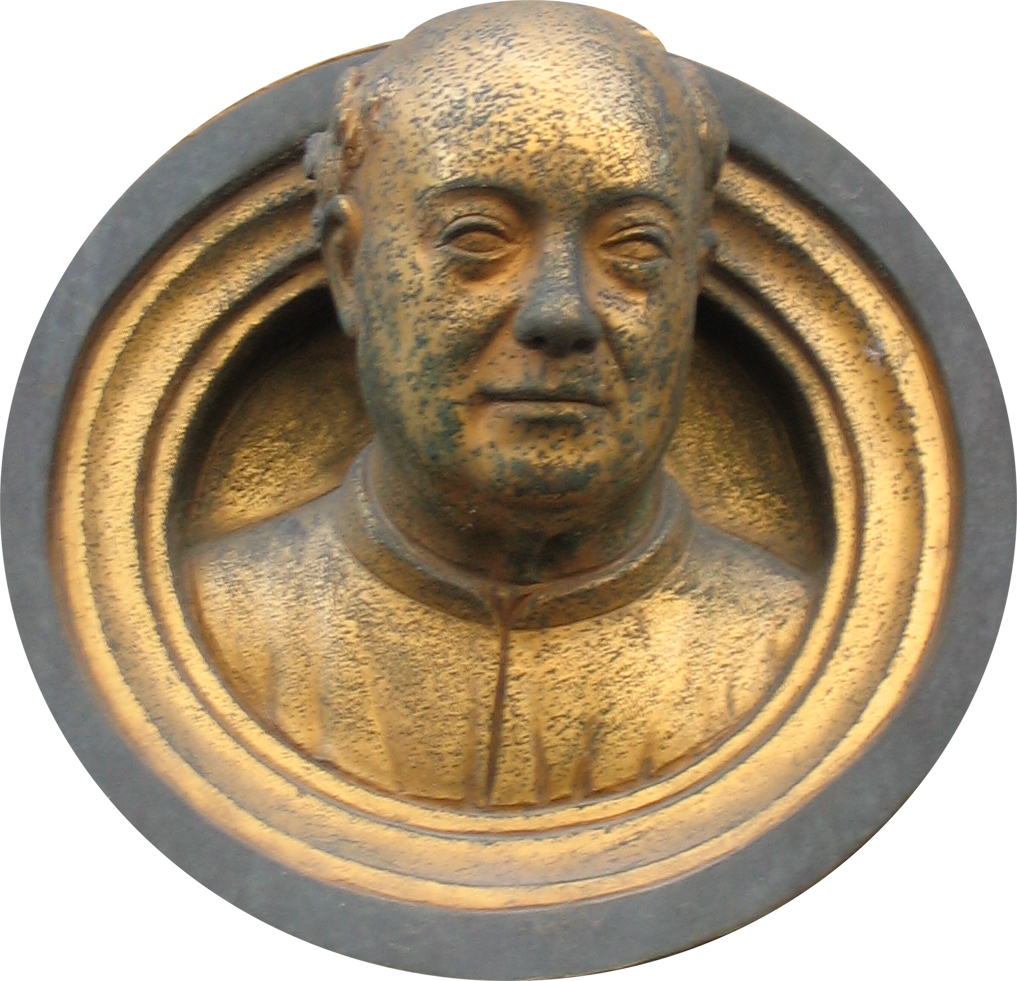
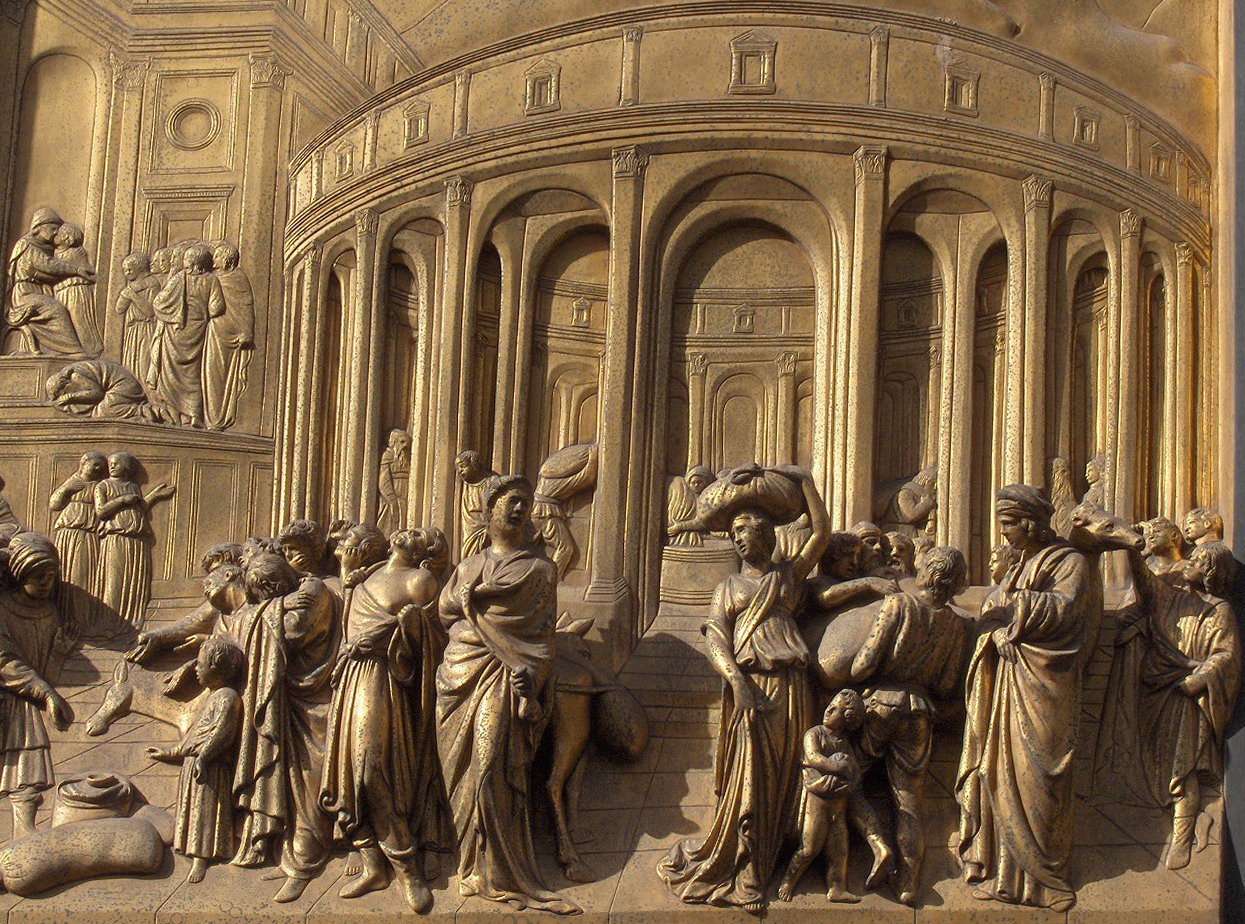
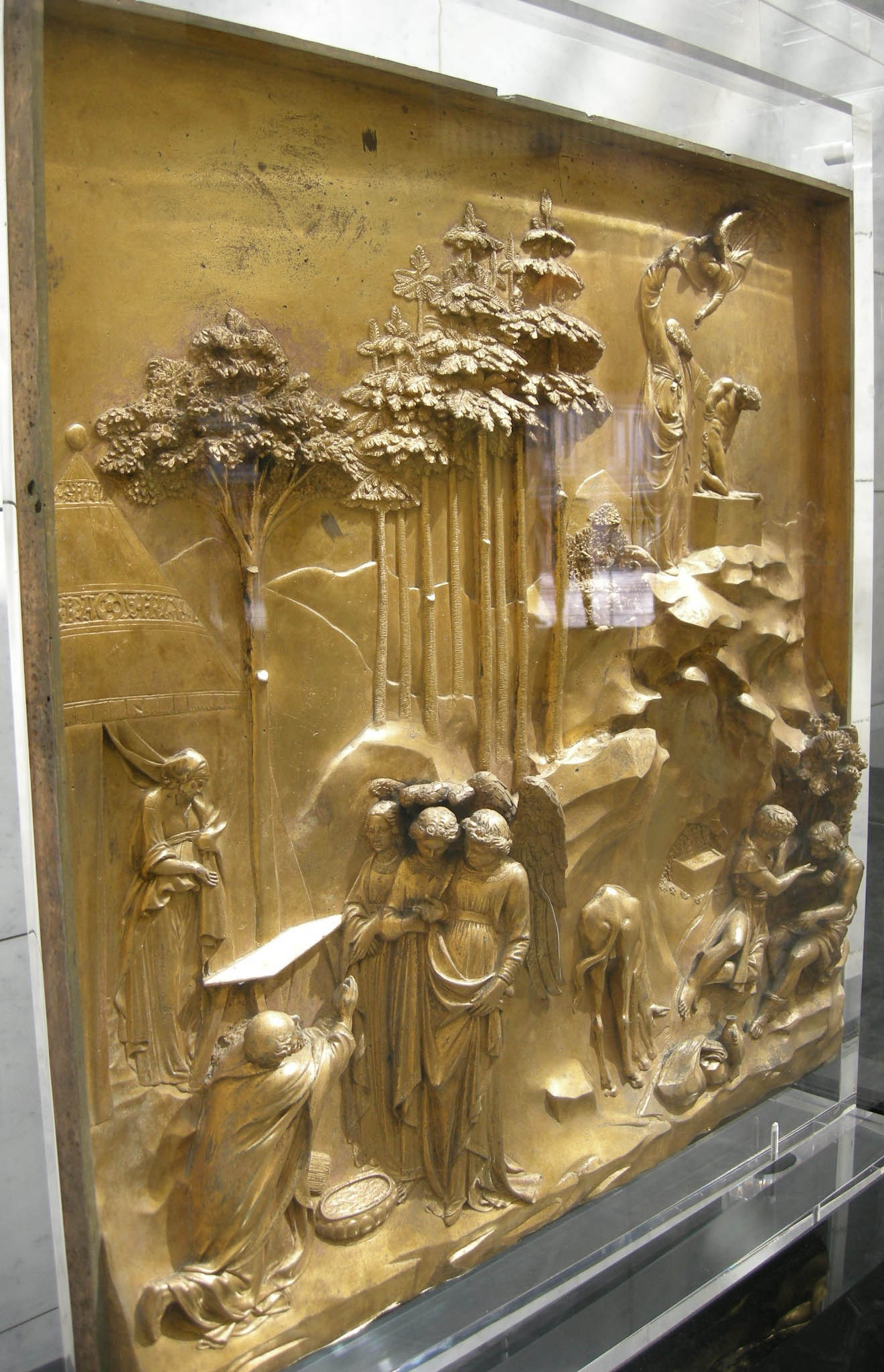